# 1869 год в музыке

## События
- 4 января, Нью-Йорк — премьера оперетты Жака Оффенбаха «Перикола» в США.
- 30 января, Москва, Большой театр — премьера оперы П. И. Чайковского «Воевода».
- 26 февраля, Санкт-Петербург, Мариинский театр — премьера оперы Цезаря Кюи «Вильям Ратклиф».
- 27 февраля, Милан, «Ла Скала» — премьера окончательной версии оперы Джузеппе Верди «Сила судьбы».
- 27 февраля, Москва — первое исполнение под управлением Н. Рубинштейна симфонической фантазии П. И. Чайковского «Фатум».
- 3 марта, Париж, Гранд-Опера — премьера второй редакции оперы «Фауст».
- 15 марта, Прага — премьера оперы Игнатия Воячека «Пленница».
- 2 мая под именем «Фоли Тревиз» открылось парижское варьете «Фоли-Бержер».
- 25 мая, Вена — торжественное открытие нового здания Венской оперы.
- 22 сентября, Мюнхен — премьера оперы Рихарда Вагнера «Золото Рейна».
- 2 ноября — первое концертное выступление Анны Николаевны Есиповой в Петербурге.
- 17 ноября — в Каире открыта Хедивская королевская опера.
- 26 ноября, Санкт-Петербург — премьера оперетты Жака Оффенбаха «Перикола» в Александринском театре.
- 14 декабря, Москва, Большой театр — премьера балета Людвига Минкуса «Дон Кихот».
- 20 декабря, Париж, Опера-Комик — премьера оперы Даниэля Обера «Мечта любви».
- Первое исполнение Первой симфонии Александра Порфирьевича Бородина.
- Первое исполнение Второй симфонии Николая Андреевича Римского-Корсакова.
- Санкт-Петербург — российская премьера оперы Джакомо Мейербера «Пророк» в Мариинском театре.
- Эдуард Францевич Направник назначен первым капельмейстером (главным дирижёром) Мариинского театра.
- Николай Андреевич Римский-Корсаков начал работу над партитурой оперы Даргомыжского «Каменный гость».
- Николай Андреевич Римский-Корсаков начал работу над рудактурой оперы Бородина «Князь Игорь».
- Ханс фон Бюлов покинул пост главного дирижёра Баварской государственной оперы.
- Закрыт и снесён парижский театр Зал Бурс.
- Полностью сгорело здание Дрезденской оперы.
- Николай Витальевич Лысенко закончил Лейпцигскую консерваторию.
- Федерико Риччи перестал преподавать в Петербурге и уехал в Париж.
- Балерина Зинаида Ришар начала выступать в Каирской королевской опере.

## Произведения
- Павел Иванович Бларамберг — музыкальные картины к поэме Лермонтова «Демон».
- Рихард Вагнер — (октябрь) завершил «Гибель богов» («Смерть Зигфрида»), последнюю оперу тетралогии.
- Шарль Гуно — вторая редакция оперы «Фауст».
- Шарль Гуно — сочинил куплеты Мефистофеля из оперы «Фауст».
- Александр Сергеевич Даргомыжский — опера «Каменный гость» (работа прервана смертью).
- Антонин Дворжак — Струнные квартеты № 2 и № 3.
- Викторен Жонсьер — опера «Последний день Помпеи».
- Жюль Массне — опера «Манфред» (неоконченная).
- Карл Миллёкер — опера «Полковой барабан».
- Людвиг Минкус — балет «Дон Кихот».
- Станислав Монюшко — опера «Пария».
- Модест Петрович Мусоргский — завершена первая редакция оперы «Борис Годунов».
- Даниэль Обер — опера «Мечта любви».
- Жак Оффенбах — оперы «Вер-вер, или Похождения попугая», «Трапезундская принцесса» и «Разбойники».
- Эррико Петрелла — оперы «Обручённые» (итал. I promessi sposi) и «Екатерина Говард» (итал. Caterina Howard).
- Антон Рубинштейн — симфоническая поэма «Иван Грозный», ор. 79.
- Камиль Сен-Санс — Третий концерт для фортепиано с оркестром (E-dur) и симфоническая поэма «Прялка Омфалы» (ор.31).
- Николай Феопемптович Соловьёв — Увертюра для оркестра Es-dur.
- Пётр Ильич Чайковский — (с января по июль) опера «Ундина».
- Сезар Франк — начал работу над ораторией «Заповеди блаженства».
- Пётр Ильич Чайковский — первая редакция увертюры «Ромео и Джульетта».
- Пётр Ильич Чайковский — Шесть романсов (op.6).
- Бернгард Шольц — опера «Ziethen’sche Husaren».
- Джордже Штефэнеску — симфония Ля-мажор (первая румынская симфония).

## Персоналии

### Родились
- 15 января — Аркадий Михайлович Покровский.
- 17 января — Алексей Васильевич Касторский.
- 17 января — Мориц Майер-Мар.
- 18 января — Андрей Владимирович Щербачёв.
- 18 января — Юлий Эдуардович Конюс.
- 26 января — Рихард Эпштейн.
- 28 января — Петер Фассбендер.
- 1 февраля — Генрик Вагхальтер.
- 7 февраля — Алида Ломан-Люткеман.
- 8 февраля — Жоржетта Леблан.
- 10 февраля — Василий Павлович Калафати.
- 10 февраля — Франц Цейшка.
- 11 февраля — Абель Деко.
- 12 февраля — Андре Пирро.
- 21 февраля — Ядвига Феликсовна Залесская-Мазуровская.
- 23 февраля — Алексей Андрианович Серебряков.
- 1 марта — Пьетро Каноника.
- 3 марта — Генри Вуд.
- 16 марта — Вилли Бурместер.
- 20 марта — Александр Викторович Затаевич.
- 5 апреля — Руссель, Альбер.
- 8 апреля — Зыгмунт Стоёвский.
- 9 апреля — Юозас Науялис.
- 21 апреля — Йоханна Стокмарр.
- 25 апреля — Карл Прохазка.
- 29 апреля — Александер Зебальд.
- 5 мая — Ханс Пфицнер.
- 19 мая — Эллен Хейкорн.
- 21 мая — Николай Николаевич Чуркин.
- 6 июня — Зигфрид Вагнер.
- 10 июня — Сол Маркоссон.
- 13 июня — Эде Польдини.
- 22 июня — Зигмунд Пислинг.
- 17 июля — Артуро Кукколи.
- 29 июля — Давид Ааронович Черномордиков.
- 14 августа — Эдвард Армас Ярнефельт.
- 20 сентября — Георг Вилле.
- 21 сентября — Емельян Михайлович Витошинский.
- 23 сентября — Фридрих Буксбаум.
- 28 сентября — Николай Александрович Дубасов.
- 28 сентября — Генрик Мельцер-Щавиньский.
- 8 октября — Комитас.
- 19 октября — Александр Борисович Хессин.
- 23 октября — Чарльз Дрейпер.
- 28 октября — Андрей Викторович Анохин.
- 4 ноября — Михаил Акимович Слонов.
- 8 ноября — Яков Михайлович Яциневич.
- 14 ноября — Елизавета Михайловна Деканова.
- 29 ноября — Айвор Аткинс.
- 16 декабря — Альфред Хилл.
- 17 декабря — Николай Иванович Казанли.
- без даты — Василий Георгиевич Брандт.
- без даты — Аделаида Георгиевна Козаковская.
- без даты — Давид Сергеевич Крейн.
- без даты — Максимилиан Карлович Максаков.
- без даты — Николай Александрович Маныкин-Невструев.
- без даты — Пётр Серафимович Патканов.

### Скончались
- 17 января — Александр Сергеевич Даргомыжский.
- 6 февраля — Раймунд Драйшок.
- 7 февраля — Евфросина Абрахамсон.
- 8 марта — Гектор Берлиоз
- 12 марта — Эрнст Габербир.
- 18 марта — Полин Фуре.
- 23 марта — Иоганн Альберт Готлиб Метфессель.
- 1 апреля — Александр Драйшок.
- 15 апреля — Август Вильгельм Бах.
- 20 апреля — Карл Лёве.
- 2 мая — Георг Армбруст.
- 10 мая — Бернар Молик.
- 15 июня — Леопольд Ганц.
- 20 июня — Иосиф Ашер.
- 11 ноября — Адольф Ганц.
- 12 ноября — Штефан Носевич.
- 17 ноября — Антонио Дольчи.
- 26 ноября — Эдуард Ганц.
- 29 ноября — Джулия Гризи.
- 18 декабря — Луи Моро Готшалк.
- 24 декабря — Юлиан (Жюль) Фонтана.
- 31 декабря — Луи Джеймс Альфред Лефебюр-Вели.